# Герольдштатт
Герольдштатт (нім. Heroldstatt) — громада в Німеччині, знаходиться в землі Баден-Вюртемберг. Підпорядковується адміністративному округу Тюбінген. Входить до складу району Альб-Дунай.
Площа — 21,81 км2. Населення становить 2831 ос. (станом на 31 грудня 2020).